# Leandra dichotoma
Leandra dichotoma là một loài thực vật có hoa trong họ Mua. Loài này được (Pav. ex D. Don) Cogn. mô tả khoa học đầu tiên năm 1886.